# Moratoria (album)
Moratoria è l'album d'esordio del gruppo alternative rock britannico dei Bikini Atoll, pubblicato nel febbraio 2004 dall'etichetta Bella Union Records.
Il disco fu registrato e mixato fra agosto e ottobre 2002 dal produttore irlandese Rob Kirwan e in seguito masterizzato allo studio Calyx di Berlino fra dicembre 2002 e gennaio 2003. L'album contiene nove lunghe tracce che pescano nella tradizione del noise rock americano, con un occhio di riguardo verso Sonic Youth ma anche verso lo shoegaze degli Spiritualized.
Dal disco furono estratti due singoli: Desolation Highway, nominato singolo della settimana da NME, e inserito nella colonna sonora del film My Little Eye come canzone di sottofondo dei titoli di coda, e Cheap trick. In occasione del ventesimo anniversario della pubblicazione è stata pubblicata dalla Bella Union una ristampa del disco in vinile.

## Tracce
1. Moratoria – 3:34
2. Then Amplify – 3:18
3. Cinnamon – 3:36
4. Black River Falls – 4:08
5. Black Dog – 4:24
6. Cheap Trick – 4:14
7. Perfect Method Flawed – 2:39
8. Desolation Highway – 7:37
9. Clear Water Gravity – 10:33